# Still I Rise
Still I Rise è un album del rapper statunitense Tupac Shakur e del suo gruppo The Outlawz, pubblicato il 14 dicembre 1999 dalla Interscope, sotto l'etichetta Death Row. Contiene del materiale inedito e le hits preferite dai fan, con alcune tracce sono dei remix di tracce già uscite e già note al pubblico. Contiene il singolo inedito Baby Don't Cry (Keep Ya Head Up II), che risulta simile nel tono lirico ad alcuni precedenti successi come Brenda's Got A Baby e Keep Ya Head Up.
| Recensione                    | Giudizio |
| ----------------------------- | -------- |
| AllMusic                      |          |
| Los Angeles Times             |          |
| RapReviews                    |          |
| The Rolling Stone Album Guide |          |

## Tracce
1. Letter To The President – 6:03
2. Still I Rise – 4:45
3. Secretz Of War – 4:15
4. Baby Don't Cry (Keep Ya Head Up II) – 4:22
5. As The World Turns – 5:07
6. Black Jesuz – 4:28
7. Homeboyz – 3:36
8. Hell 4 A Hustler – 4:56
9. High Speed – 5:58
10. The Good Die Young – 5:42
11. Killuminati – 4:01
12. Teardrops And Closed Caskets (feat. Nate Dogg) – 5:05
13. Tattoo Tears – 5:03
14. U Can Be Touched – 4:23
15. Y'All Don't Know Us – 4:50

## Classifiche
| Classifica (2000) | Posizione massima |
| ----------------- | ----------------- |
| Austria           | 48                |
| Canada            | 18                |
| Germania          | 24                |
| Irlanda           | 50                |
| Nuova Zelanda     | 49                |
| Paesi Bassi       | 24                |
| Regno Unito       | 75                |
| Stati Uniti       | 6                 |
| Svizzera          | 86                |